# Dewas (district)
Dewas is een district van de Indiase staat Madhya Pradesh. Het district telt 1.306.617 inwoners (2001) en heeft een oppervlakte van 7020 km².
Hoofdstad: Bhopal
Districten: